# Fußball-Europameisterschaft 1976
Die Endrunde der fünften Fußball-Europameisterschaft wurde vom 16. bis 20. Juni 1976 im damaligen Jugoslawien ausgetragen.
Europameister wurde die Tschechoslowakei im Finale in Belgrad gegen den Titelverteidiger und amtierenden Weltmeister Deutschland. Das als Nacht von Belgrad bekannte Finale musste als erstes Finale eines großen Turniers im Elfmeterschießen anstatt durch ein Wiederholungsspiel entschieden werden. Gastgeber Jugoslawien scheiterte im Halbfinale an Deutschland. Österreich, die DDR und die Schweiz scheiterten bereits in der Qualifikation. Torschützenkönig wurde der Deutsche Dieter Müller mit vier Toren.

## Qualifikation
An der Qualifikation beteiligten sich 32 Nationalmannschaften, die in acht Gruppen aufgeteilt wurden. Die Qualifikationsspiele wurden in den Jahren 1974 und 1975 durchgeführt. Die Gruppensieger spielten im Vorfeld der Finalrunde ein Viertelfinale mit Hin- und Rückspiel in ihren jeweiligen Heimatländern aus. Die Viertelfinalspiele fanden im April und Mai 1976 statt. Wie bei allen Europameisterschaften zuvor wurde auch diesmal der Gastgeber der Endrunde erst nach Ermittlung der vier Teilnehmer des Halbfinales erkoren.

### Bundesrepublik Deutschland
Die bundesdeutsche Mannschaft spielte in der Gruppe 8 mit Griechenland, Bulgarien und Malta. Weltmeister Deutschland stand bei Beginn der Qualifikation nach Beendigung der Karriere einiger wichtiger Spieler im Umbruch. Verbliebene Spieler aus der Weltmeisterelf hatten ihren Zenit überschritten. Das erste Pflichtspiel nach der Fußball-Weltmeisterschaft 1974 brachte nur ein 2:2 gegen Griechenland. Griechenland ging zweimal in Führung, Deutschland konnte durch Bernhard Cullmann und Herbert Wimmer zweimal ausgleichen. Im zweiten Spiel mühten die Deutschen sich zu einem 1:0-Erfolg auf Malta. Das goldene Tor schoss der Kölner Bernd Cullmann. Beim nächsten Spiel gegen Bulgarien verkrampfte die Mannschaft erneut und konnte gerade noch in der 75. Minute den Ausgleich zum 1:1 per Foulelfmeter durch den Offenbacher Manfred Ritschel erzielen.
Eine Wende in der bisher schlechten Qualifikation sollte das erste Heimspiel gegen Griechenland bringen. Jupp Heynckes konnte die deutsche Mannschaft zwar in der 2. Halbzeit in Führung schießen, jedoch brachte sie das Ergebnis nicht über die Zeit und spielte wieder 1:1. Heynckes war es auch, der den einzigen Treffer gegen Bulgarien erzielte, und nach dem 8:0 im letzten Spiel gegen Malta erreichte die deutsche Mannschaft dank eines Sieges von Malta über Griechenland das Viertelfinale.
Im Viertelfinale traf Deutschland auf Spanien, spielte im Hinspiel in Madrid 1:1 und gewann das Rückspiel in München mit 2:0. Klaus Toppmöller, in jener Zeit einer der vielen Anwärter auf die Nachfolge von Gerd Müller, erzielte in seinem ersten Länderspiel den Siegtreffer.

### DDR
Die Mannschaft der DDR erwartete hoffnungsfroh nach den Achtungserfolgen bei der Fußball-Weltmeisterschaft 1974 die Qualifikation zur Europameisterschaft. Gegner in Gruppe 7 waren Belgien, Frankreich und Island. Doch drei Unentschieden gegen diese Gegner und eine folgende Niederlage auf Island machten alle Hoffnungen schnell zunichte. Belgien konnte sich als Gruppenerster trotz einer Heimniederlage gegen die DDR durchsetzen.

### Österreich
Österreich spielte in Gruppe 2 mit Wales, Ungarn und Luxemburg um das Erreichen des Viertelfinales. Überraschungsmannschaft dieser Gruppe war Wales, die sich deutlich mit nur einer Niederlage im Auftaktspiel gegen Österreich durchsetzen konnte.

### Schweiz
Die Schweiz spielte in Gruppe 6 mit der Sowjetunion, Irland und der Türkei und gewann nur ein Spiel gegen Irland.

## Spielorte
| Belgrad |

| Zagreb |

| Belgrad |

| Zagreb |

## Teilnehmer
| BR Deutschland (Kader) | Jugoslawien (Kader) | Niederlande (Kader) | Tschechoslowakei (Kader) |

## Endrunde

### Halbfinale
|                                            |   |             |                      |
| 16. Juni 1976 in Zagreb (Stadion Maksimir) |   |             |                      |
| Tschechoslowakei                           | – | Niederlande | 3:1 n. V. (1:1, 1:0) |

Die Tschechoslowakei schien als Bezwinger von England in der Qualifikation als unberechenbar und die Niederlande waren als Vize-Weltmeister der klare Favorit. Der Verteidiger und Kapitän Anton Ondruš erzielte bereits nach 20 Minuten die Führung. Die Niederlande griffen in einem mehr als harten Spiel permanent an, doch erst ein Eigentor von Ondruš in der 73. Minute brachte Oranje in die Verlängerung. Kurz nachdem die Tschechoslowaken durch ihren Stürmerstar Zdeněk Nehoda in der 114. Minute mit 2:1 in Führung gingen, schwächten sich die Niederländer erneut durch einen Platzverweis von Willem van Hanegem in der 115. Minute selbst. Schon in der regulären Spielzeit musste der Spielleiter jeweils einen Spieler jeder Mannschaft des Feldes verweisen (Johan Neeskens in der 78. Minute und Jaroslav Pollák in der 60. Minute). Vier Minuten nach der Führung der Tschechoslowaken entschied František Veselý durch seinen Treffer zum 3:1 das Spiel und besiegelte damit die Niederlage der Niederländer.
|                                                |   |                |                      |
| 17. Juni 1976 in Belgrad (Stadion Roter Stern) |   |                |                      |
| Jugoslawien                                    | – | BR Deutschland | 2:4 n. V. (2:2, 2:0) |

Die deutsche Mannschaft hatte nach den Qualen der Qualifikation ebenfalls große Mühen, in dieses Halbfinale zu kommen. Die angriffsstarken und durch das frenetische Publikum angespornten Jugoslawen führten zur 30. Minute bereits mit 2:0. Der Braunschweiger Bundesliga-Profi Danilo Popivoda (19. Minute) und der Kapitän Dragan Džajić (30. Minute) hatten eindrucksvoll vorgelegt. Insbesondere die aus diesen beiden Spielern bestehende jugoslawische „Flügelzange“ machte der deutschen Mannschaft sehr zu schaffen – Džajić wurde klarer Sieger im Duell mit Deutschlands Starverteidiger Berti Vogts. Beobachter sprachen nach dem Spiel von der vielleicht besten Halbzeit, die je eine jugoslawische Nationalmannschaft abgeliefert hatte. Zur Halbzeit brachte Bundestrainer Helmut Schön den Kölner „Mittelfeldmotor“ Heinz Flohe für den Mönchengladbacher Dietmar Danner. Das Spiel der Deutschen wurde dadurch erheblich aggressiver und Flohe erzielte in der 64. Minute den Anschlusstreffer. In der 79. Minute brachte Schön den Mittelstürmer Dieter Müller für Herbert Wimmer. Es war das erste Länderspiel für den 22-Jährigen, der sogleich in den Strafraum der Jugoslawen in Erwartung eines Eckballs lief. Die erste Ballberührung in der Nationalmannschaft durch Müller brachte den 2:2-Ausgleich. In der Verlängerung brachen die geschockten Jugoslawen konditionell ein und Müller erzielte zwei weitere Tore in der 115. und 119. Minute zum 4:2-Endstand eines denkwürdigen Halbfinales.

### Spiel um Platz 3
|                                            |   |             |                      |
| 19. Juni 1976 in Zagreb (Stadion Maksimir) |   |             |                      |
| Niederlande                                | – | Jugoslawien | 3:2 n. V. (2:2, 2:1) |

Die Niederländer führten bis zur 39. Minute mit 2:0 durch Treffer von Ruud Geels in der 27. Minute und Willy van de Kerkhof in der 39. Minute, doch der Treffer von Josip Katalinski kurz vor der Pause mobilisierte die letzten Kräfte der Jugoslawen für die zweite Halbzeit. Dragan Džajić gelang erst in der 82. Minute der 2:2-Ausgleich. In der Verlängerung waren die Niederländer physisch stärker, und Ruud Geels erzielte in der 107. Minute mit seinem zweiten Treffer das Siegtor.

## Finale

### Tschechoslowakei – BR Deutschland 2:2 n.V. (2:2, 2:1), 5:3 i.E.
| Tschechoslowakei                                                         | Tschechoslowakei | Deutschland | Deutschland |
| ------------------------------------------------------------------------ | --- | --- | ----------- |
| Tschechoslowakei                                                         | \| Sonntag; 20. Juni 1976 um 20:15 Uhr MEZ in Belgrad (Stadion Roter Stern) \| \| Zuschauer: 30.790 \| \| Schiedsrichter: Sergio Gonella ( Italien) \| \| Spielbericht \|                                                               | \| Sonntag; 20. Juni 1976 um 20:15 Uhr MEZ in Belgrad (Stadion Roter Stern) \| \| Zuschauer: 30.790 \| \| Schiedsrichter: Sergio Gonella ( Italien) \| \| Spielbericht \|                                                                  | Deutschland |
| Tschechoslowakei                                                         | Ivo Viktor – Anton Ondruš – Ján Pivarník, Jozef Čapkovič, Koloman Gögh – Karol Dobiaš (93. František Veselý), Jozef Móder, Antonín Panenka – Marián Masný, Ján Švehlík (80. Ladislav Jurkemik), Zdeněk Nehoda Cheftrainer: Václav Ježek | Sepp Maier – Franz Beckenbauer – Berti Vogts, Georg Schwarzenbeck, Bernard Dietz – Herbert Wimmer (46. Heinz Flohe), Rainer Bonhof, Erich Beer (80. Hans Bongartz) – Uli Hoeneß, Dieter Müller, Bernd Hölzenbein Cheftrainer: Helmut Schön | Deutschland |
| Tschechoslowakei                                                         | 1:0 Ján Švehlík (8.) 2:0 Karol Dobiaš (25.) | 2:1 Dieter Müller (28.) 2:2 Bernd Hölzenbein (90.) | Deutschland |
| Tschechoslowakei                                                         | Elfmeterschießen | | Deutschland |
| Tschechoslowakei                                                         | 1:0 Marián Masný 2:1 Zdeněk Nehoda 3:2 Anton Ondruš 4:3 Ladislav Jurkemik 5:3 Antonín Panenka | 1:1 Rainer Bonhof 2:2 Heinz Flohe 3:3 Hans Bongartz Uli Hoeneß schießt übers Tor | Deutschland |
| Tschechoslowakei                                                         | Karol Dobiaš (55.), Jozef Móder (59.) | | Deutschland |
| Sonntag; 20. Juni 1976 um 20:15 Uhr MEZ in Belgrad (Stadion Roter Stern) | | |             |
| Zuschauer: 30.790                                                        | | |             |
| Schiedsrichter: Sergio Gonella ( Italien)                                | | |             |
| Spielbericht                                                             | | |             |

- Siehe auch: Nacht von Belgrad

Das Finale zwischen Weltmeister und Titelverteidiger Deutschland, bei dem der Kapitän Franz Beckenbauer als fünfter Spieler überhaupt sein 100. Länderspiel bestritt, und dem Überraschungsfinalisten ČSSR begann schon wie das Halbfinale der Deutschen. Die Deutschen wirkten behäbig, während die Tschechoslowaken zielstrebiger agierten. So erzielten Ján Švehlík und Karol Dobiaš bereits bis zur 25. Minute die Führung zum 2:0. Doch erneut weckte Dieter Müller die Hoffnungen der Deutschen in der 28. Minute mit seinem vierten Tor im zweiten Länderspiel. Dem deutschen Spiel fehlte weiter die Durchschlagskraft, und erst in der letzten Minute der regulären Spielzeit gelang Bernd Hölzenbein mit einem Kopfball nach der letzten Ecke des Spiels der Ausgleich zum 2:2.
In der Verlängerung geschah nicht mehr viel. Beide Mannschaften kamen nicht mehr zu klaren Chancen, und zum ersten Mal in der Geschichte der großen Fußballturniere kam es zu einer Entscheidung durch Elfmeterschießen. Die Tschechoslowaken begannen: Masný, Nehoda, Ondruš und Jurkemik trafen. Für die Deutschen trafen Rainer Bonhof, Heinz Flohe und Hans Bongartz, während Uli Hoeneß beim Stande von 3:4 den Ball über das Tor schoss. Jetzt musste nur noch Antonín Panenka verwandeln, um die Tschechoslowaken zum Europameister zu machen. Panenka lockte Sepp Maier in eine Ecke und lupfte den Ball in die Tormitte. Somit hatte die Tschechoslowakei den amtierenden Welt- und Europameister Deutschland im Endspiel um die Europameisterschaft 1976 besiegt.

## Die Europameister
| Torhüter   | Abwehr                                                | Mittelfeld                                                                          | Stürmer                        |
| ---------- | ----------------------------------------------------- | ----------------------------------------------------------------------------------- | ------------------------------ |
| Ivo Viktor | Anton Ondruš Jozef Čapkovič Karol Dobiaš Ján Pivarník | Koloman Gögh Ladislav Jurkemik Jozef Móder Ján Švehlík Marián Masný Antonín Panenka | Zdeněk Nehoda František Veselý |

## All-Star-Team
Ein offizielles UEFA-All-Star-Team der wertvollsten Spieler eines Turniers wurde erstmals bei der Europameisterschaft 1996 in England gewählt. Für die Zusammenstellung der besten Spieler der EM 1976 wurde von der UEFA folgendes Team ausgewählt:
| Torhüter   | Abwehr                                                | Mittelfeld                                                  | Stürmer                     |
| ---------- | ----------------------------------------------------- | ----------------------------------------------------------- | --------------------------- |
| Ivo Viktor | Ján Pivarník Anton Ondruš Ruud Krol Franz Beckenbauer | Rainer Bonhof Jaroslav Pollák Antonín Panenka Dragan Džajić | Dieter Müller Zdeněk Nehoda |

## Torschützenliste (Endrunde)
| Rang | Spieler              | Tore |
| ---- | -------------------- | ---- |
| 1    | Dieter Müller        | 4    |
| 2    | Dragan Džajić        | 2    |
|      | Ruud Geels           | 2    |
| 4    | Karol Dobiaš         | 1    |
|      | Heinz Flohe          | 1    |
|      | Bernd Hölzenbein     | 1    |
|      | Josip Katalinski     | 1    |
|      | Zdeněk Nehoda        | 1    |
|      | Anton Ondruš         | 1    |
|      | Danilo Popivoda      | 1    |
|      | Ján Švehlík          | 1    |
|      | Willy van de Kerkhof | 1    |
|      | František Veselý     | 1    |
|      | Anton Ondruš         | ET   |

Torschützenkönig des gesamten Wettbewerbs wurde der Ire Don Givens mit 8 Toren.